# Ровнянський потік
Ровнянський потік (словац. Rovniansky potok) — річка; притока Сланої, протікає в окрузі Рожнява.
Довжина приблизно 3.5-4.0 км. Витік знаходиться в масиві Столицькі-Врхи (геоморфологічна підодиниця Столиця) — на висоті приблизно 1180-1190 метрів.
Протікає територією села Рейдова. Впадає у Слану на висоті близько 580-585 метрів.[неавторитетне джерело]